# Bemisia pongamiae
Bemisia pongamiae là một loài côn trùng cánh nửa trong họ Aleyrodidae, phân họ Aleyrodinae.
Bemisia pongamiae được Takahashi miêu tả khoa học đầu tiên năm 1931.